# Дело о коричневой собаке
Дело о коричневой собаке — общественная дискуссия, сопровождавшаяся беспорядками, имевшая место в Великобритании в 1903—1910 годах. Одно из первых открытых обсуждений вивисекции в истории.

## Последовательность событий
В 1903 году один из профессоров Университетского колледжа Лондона, первооткрыватель гормонов Уильям М. Бейлисс, провёл перед аудиторией из 60 студентов вивисекционный опыт на живой (и, по словам профессора, надлежащим образом обезболенной) собаке (коричневом терьере). Произошёл общественный скандал, сторонники запрета вивисекции  в 1906 году установили в районе Баттерси памятник собаке. Табличка на памятнике гласила: «В память о собаке, умершей в лаборатории Лондонского колледжа. Ее подвергали вивисекции на протяжении двух месяцев, передавая от одного вивисектора к другому, пока смерть не освободила ее. 232 собаки разделили ее судьбу в 1902 году. Мужчины и женщины Англии, сколько это будет продолжаться?»
В 1907 году больше сотни студентов-медиков из Лондонского колледжа попыталась прорваться в Баттерси, чтобы снести этот памятник. Их встретила группа рабочих, которые помешали им. В течение следующих нескольких дней происходили столкновения студентов с рабочими, женщинами-суфражистками и врачами местной больницы, известными своими антививисекторскими убеждениями. В результате в 1910 году власти решили снести памятник, чтобы не вызывать новых волнений. 
В 1985 году был установлен новый памятник работы скульптора Николы Хикс.